# Gylle socken
Gylle socken i Skåne ingick i Skytts härad, uppgick 1967 i Trelleborgs stad och området ingår sedan 1971 i Trelleborgs kommun och motsvarar från 2016 Gylle distrikt.
Socknens areal är 9,02 kvadratkilometer varav 9,00 land. År 2000 fanns här 270 invånare.  Kyrkbyn Gylle med sockenkyrkan Gylle kyrka ligger i socknen. 

## Administrativ historik
Socknen har medeltida ursprung. 
Vid kommunreformen 1862 övergick socknens ansvar för de kyrkliga frågorna till Gylle församling och för de borgerliga frågorna bildades Gylle landskommun. Landskommunen uppgick 1952 i Gislövs landskommun som uppgick 1967 i Trelleborgs stad som ombildades 1971 till Trelleborgs kommun. Församlingen uppgick 2002 i Dalköpinge församling.
1 januari 2016 inrättades distriktet Gylle, med samma omfattning som församlingen hade 1999/2000.  
Socknen har tillhört län, fögderier, tingslag och domsagor enligt vad som beskrivs i artikeln Skytts härad. De indelta soldaterna tillhörde Södra skånska infanteriregementet, Skytts kompani och Skånska dragonregementet, Haglösa skvadron, Haglösa kompani.

## Geografi
Gylle socken ligger norr om Trelleborg. Socknen är en odlad slättbygd på Söderslätt.
Byarna Fjärdingslöv, Torshög och Annarp ligger i socknen.

## Fornlämningar
Från stenåldern finns boplatser och lösfynd. Från bronsåldern finns tolv gravhögar och boplatser. 

## Namnet
Namnet skrevs i mitten av 1300-talet Gylle och kommer från kyrkbyn. Namnets tolkning är oklar..